# César Amado Lozano
César Amado Lozano Figueroa (Guadalajara, Jalisco, 31 de mayo de 1977) es un exfutbolista mexicano que jugaba de guardameta y su último equipo fueron los Jaguares de Chiapas de la Primera División de México.
Debuta el 25 de enero de 2003 en el Deportivo Toluca Fútbol Club, fue el primer portero con frecuencia debido a la utilización del portero argentino titular Hernán Cristante en las competiciones internacionales de Copa Sudamericana y la Copa Libertadores.
Pasó por varios equipos de la Primera División Mexicana, algunos fueron los extintos Indios de Ciudad Juárez y  los Jaguares de Chiapas, así como el San Luis F.C.
- Datos: Q5202582